# اقتصاد كولومبيا

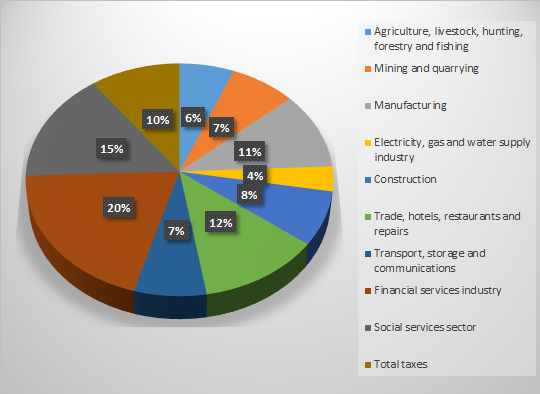
الناتج المحلي الإجمالي لكولومبيا حسب القطاع في النصف الثاني من عام 2015.

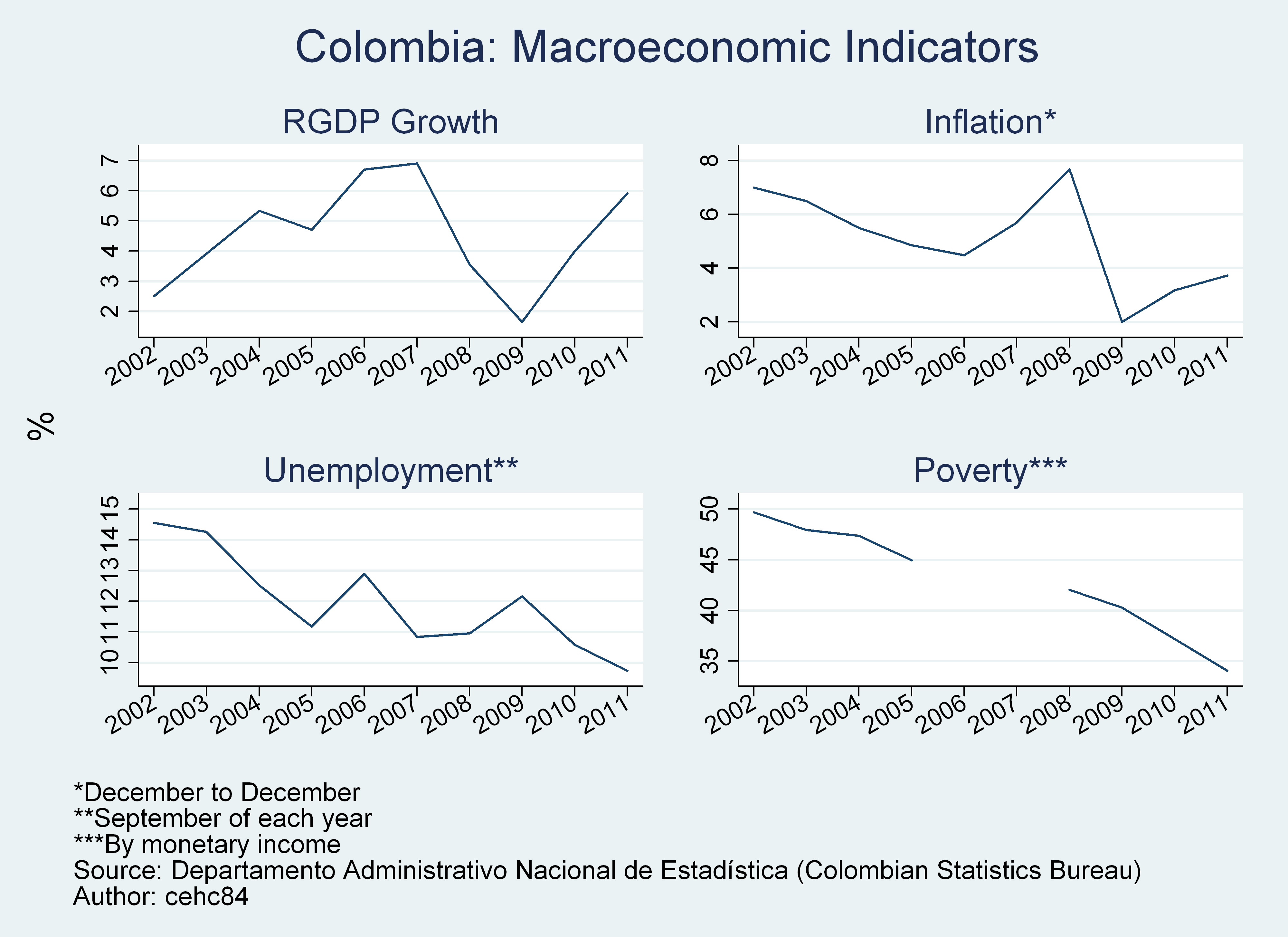
كولومبيا - مؤشرات الاقتصاد الكلي 2002-2011

يُعد اقتصاد كولومبيا رابع أكبر اقتصاد في أمريكا اللاتينية إذا ما قيس بالناتج المحلي الإجمالي. شهدت كولومبيا على مدى العقد الأخير حدوث طفرة اقتصادية تاريخية. في عام 1990، كانت كولومبيا تمتلك خامس أكبر اقتصاد في أمريكا اللاتينية وبلغت حصة الفرد من الناتج المحلي الإجمالي 1500 دولار أمريكي فقط، ليصبح الاقتصاد الكولومبي رابع أكبر اقتصاد في أمريكا اللاتينية بحلول عام 2018، وتحتل كولومبيا المرتبة 37 كأكبر اقتصاد في العالم. بدءًا من عام 2018 ازدادت حصة الفرد من الناتج المحلي الإجمالي (حسب تعادل القوة الشرائية) إلى أكثر من 14.000 دولار أمريكي، وارتفع الناتج المحلي الإجمالي (حسب تعادل القوة الشرائية) من 120 مليار دولار أمريكي في عام 1990 إلى نحو 750 مليار دولار أمريكي. كانت مستويات الفقر تصل إلى نحو 65% في عام 1990، إلا أنها انخفضت إلى أقل من 30% بحلول عام 2014.
يتصدر البترول قائمة الصادرات الكولومبية، مُشكلًا أكثر من 45% من صادرات كولومبيا. بينما تُشكل الصناعة نحو 12% من صادراتها، وتنمو بمعدل يزيد عن 10% بالسنة. تتميز كولومبيا بصناعة تكنولوجيا المعلومات التي تُعدّ الأسرع نموًا في العالم فضلًا عن امتلاكها أطول شبكة ألياف ضوئية في أمريكا اللاتينية. تتميز كولومبيا أيضًا بواحدة من أكبر صناعات بناء السفن في العالم خارج آسيا.
ازدهرت الصناعات الحديثة كبناء السفن، والإلكترونيات، والسيارات، والسياحة، والبناء، والتعدين، بشكل كبير خلال بداية الألفية الثانية والعقد الأول منها، مع ذلك، لا تزال معظم صادرات كولومبيا قائمة على البضائع. تُعدّ كولومبيا ثاني أكبر منتج في أمريكا اللاتينية للإلكترونيات والأجهزة المُصنّعة محليًا تسبقها المكسيك فقط. في عام 2014، كان لدى كولومبيا أسرع اقتصاد رئيسي نموًا في العالم الغربي، وفي القائمة العالمية في الصف الثاني خلف الصين فقط.
منذ بداية العقد الأول من الألفية الثانية، ورغبةً منها بتنويع الاقتصاد وتغيير صورة كولومبيا بالكامل؛ أبدت الحكومة الكولومبية اهتمامها بتصدير ثقافة البوب الكولومبية العصرية إلى العالم (والتي تتضمن ألعاب الفيديو، والموسيقى، والأفلام، والبرامج التلفزيونية والأزياء، ومستحضرات التجميل، والمواد الغذائية)؛ وذلك في إطار حملة وطنية على غرار نظيرتها الموجة الكورية. لاتينيًا، تأتي كولومبيا في الصف الثاني وراء المكسيك فقط من حيث الصادرات الثقافية وهي رائدة إقليميًا بالفعل في مجال صادرات مستحضرات التجميل والجمال.
يرتفع عدد السياح الوافدين إلى كولومبيا بأكثر من 12% كل عام. ومن المتوقع أن تستقبل كولومبيا أكثر من 15 مليون سائح بحلول عام 2023.
حلّت كولومبيا في المرتبة 66 في مؤشر الابتكار العالمي عام 2023، وتقدّمت للمركز 61 في مؤشر عام 2024.

## التاريخ الاقتصادي
يرجع التاريخ الاقتصادي لكولومبيا إلى بداية استكشافها والمستوطنات الأولى التي أنشأها الفاتحون الإسبان في أواخر القرن السابع عشر. خلال القرن السادس عشر وصل المستكشفون الأوروبيون إلى ما يُعرف الآن بالأراضي الكولومبية في سانتا ماريا لا أنتيغوا دل داريين (في الوقت الحالي مقاطعة تشوكو) بوقت مبكر من عام 1510. على مدى العقدين التاليين، لم تُستكشف كولومبيا، وأمريكا الجنوبية عمومًا، على نحو واسع.
منذ عام 1533 وحتى عام 1600، بدأ الأوروبيون بشنّ حملات على المناطق الداخلية من كولومبيا الحالية. كان الهدف الرئيسي وراء هذه الحملات الاستيلاء على أراضٍ جديدة واستغلال الموارد القروية. كان من شأن وصول أساطير إل دورادو إلى المستكشفين الإسبان دعمُ حملات الاستكشاف والغارات على القرى الهندية. برز من الغزاة في تلك الفترة بيدرو دي هيريديا، وغونزالو خيمينيز دي كويسادا، وسيباستيان دي بيلالكازار، ونيكولاس فيدرمان.
خلال القرنين السادس عشر والسابع عشر، أدت المستوطنات الاستعمارية دورها المتمثل باستخراج المعادن النفيسة وغيرها من الثروات الطبيعية، وفيما بعد بتجارة الرقيق. ترك هذا التنظيم الاقتصادي حيّزًا صغيرًا للمستعمرة من أجل بناء إطار مؤسسي راسخ للتنمية الاقتصادية. أبرز المؤسسات غير الاستخراجية التي ظهرت على مدى هذه القرون كانت ميناء كارتاخينا المُحصّن وتاج غرناطة الجديدة. طوّرت غرناطة دفاعاتها العسكرية بشكل رئيسي لضرورة التّصدي المتكرر لهجمات القراصنة.